# یواس‌اس لیدیا (آی‌دی-۳۵۲۴)
یواس‌اس لیدیا (آی‌دی-۳۵۲۴) (به انگلیسی: USS Lydia (ID-3524)) یک کشتی بود که طول آن ۳۶۶ فوت (۱۱۲ متر) بود. این کشتی در سال ۱۹۰۲ ساخته شد.